# 콩쥐팥쥐전
콩쥐팥쥐전은 지은이와 연대 미상으로 조선의 유명한 가정소설 중의 하나이고 신데렐라계의 전래동화이다. 국문 고전소설 형식의 활자본으로 대창서원본(大昌書院本, 1919년판) · 태화서관본(泰華書饍本, 1928년판) 등이 전하고 있다.

## 줄거리
콩쥐가 일찍 모친을 여의고 아버지가 계모를 얻었는데 계모에게는 팥쥐라는 딸이 있었다. 팥쥐는 콩쥐보다 한 살 아래 동생인데, 얼굴이 밉고 마음씨가 고약했다. 계모는 팥쥐를 예뻐하고 콩쥐에게만 힘든 집안일을 다 시키니 콩쥐의 고생이 이만저만 아니었다. 나무로 된 호미를 주고 밭을 메어 놓으라 강요하고, 하루는 팥쥐 모녀가 콩쥐에게 마을 잔치에 못 가게 하려고 콩쥐에게 강피를 찌어놓으라 강요하고, 밑 빠진 독에 물을 채워놓으라고 하였다. 하지만 독에 밑이 빠진 걸 안 콩쥐는 너무 슬펐다.
콩쥐가 물이 새는 독 앞에서 울고 있으니 두꺼비가 나와 깨진 독을 등으로 막아 물을 채울 수 있게 해주었고, 견우가 나타나서 밭메기를 도와주었으며, 직녀는 콩쥐에게 비단옷하고 꽃신을 짜주고, 참새들이 날아와서 강피를 쪼아 찌어주었다. 콩쥐가 그것들을 차려입고 마을 잔치에 갈 준비를 했다. 잔치에 황급히 가다가 그만 꽃신 한 짝이 벗겨졌는데 뒤따라온 김씨 감사(벼슬 이름)가 그것을 주워보고, ‘이 신의 주인이 나의 아내가 될 사람이다.’ 하고 꽃신의 주인을 찾아 잔칫집에 온 사람들에게 차례로 꽃신을 신겨보고 마지막에 콩쥐가 신어서 발에 딱 맞아 콩쥐를 부인으로 맞게 되었다.
김 감사에게 시집가 잘 살고 있는 콩쥐를 보며 계모와 팥쥐가 못된 꾀를 부리며 작당한다. 여름이 되자 팥쥐가 내아에 사는 콩쥐를 찾아가 사과하는 척하고 같이 연못에서 목욕하자고 꼬드겨 콩쥐를 물에 빠뜨려 익사시킨다. 그리고 팥쥐가 콩쥐의 옷을 입고 별당에서 콩쥐 행세를 한다. 돌아온 김 감사가 달라진 얼굴을 보고 놀라 물어보니 팥쥐가 햇볕을 쐬어서 콩멍석에 엎어져서 그렇게 됐다고 거짓말을 했다.
어느 날 김 감사가 연못가를 거닐다가 유달리 큰 연꽃이 핀것을 보고 채취하여 신혼방에다 장식한다. 연꽃은 콩쥐의 원혼이 변해서 피어난 꽃이며, 꽃이 감사 앞에서는 화려하게 피지만 나중에 팥쥐가 연꽃을 보자 거기서 콩쥐의 유령이 나와 괴롭힌다. 이에 팥쥐가 연꽃을 아궁이에 넣고 불을 지른다. 그런데 이웃집 할멈이 아궁이 불씨를 빌리러 왔다가 아궁이에 든 영롱한 구슬을 보고 집으로 가져간다. 거기서 녹의홍상을 입은 콩쥐 귀신이 나타나 할멈에게 자초지종을 이야기하고, 할멈에게 생일상 차리는척 하여 감사를 초대하라고 말한다.
할멈은 자신의 생일이라고 김 감사를 초대하였고 일부러 길이가 서로 다른 젓가락을 놓아둔다. 그러자 김 감사가 음식 집으려고 젓가락을 보더니 할멈을 나무란다. 이때 벽장 뒤에서 "젓가락 짝이 맞지 않은 것은 잘 아시면서 왜 사람 짝 다른 것은 모르시오"하고 말하더니 녹의홍상을 입은 콩쥐가 나타나 사연을 이야기한다.
김 감사가 집으로 돌아와 연못물을 다 퍼내자 정말 거기서 콩쥐의 시체가 발견되었고, 이내 살아났다. 분노한 김 감사는 당장에 팥쥐를 잡아 감옥에 가두고 조정에 상소를 올린다. 그리고 팥쥐를 팔다리를 묶어서 양쪽에서 소가 잡아 당기게 하는 거열형으로 찢어 죽인다. 그리고 죽은 팥쥐의 인육으로 젓갈을 담아 포장하여 팥쥐 엄마에게 보낸다. 계략대로 팥쥐가 성공하여 상을 보낸 줄 알고 젓갈을 먹었다가 죽은 팥쥐의 시체라는 것에 놀라 그 자리에서 울다가 죽어버린다. 콩쥐는 김 감사와 아들딸 낳고 잘 살았으며, 콩쥐의 아버지 또한 새 부인을 얻어서 잘 살았다.

## 소설의 가치
이 이야기는 세계적으로 널리 퍼져 있는 신데렐라형의 설화이다. 이러한 소재를 소설화하였다는 점에서 관심을 끌고 있다.
사또나 세자를 등장시키고 잔칫집 가는 중 신발을 잃어 주인을 찾으며 귀인과 혼인한 뒤 의붓동생의 흉계로 연못에 빠졌으나 연꽃과 구슬이 나타나서 사건전개의 단서가 되는 점, 결말에 가서 팥쥐와 계모에 대하여 철저한 응징을 가하는 점이 비슷한 유형이다.
특히 설화를 소재로 하면서도 설화와 구별된 이 소설은 신데렐라계 설화의 대부분이 주인공의 혼인으로 끝나는 데 비하여, 소설에서는 혼인 이후의 사건을 더 흥미롭게 다양한 모습으로 묘사하고 있다는 점이 다르다.
그러므로 이 소설의 가치는 악한 인간에 대한 응징과 선한 사람에게 보상을 주는 권선징악의 참다운 모습에 최대한 효과를 높여 단순한 설화를 윤리적인 주제로 재창조하였다는 점에 있다. 이것이 소설 <콩쥐팥쥐전>은 한국 전래의 <콩쥐팥쥐설화>에서 유래한 소설로 보게 되는 이유이다.

## 전해오는 이야기
조선시대 중엽 전라도 전주 근방에서 최만춘이라는 퇴리(退吏)와 부인 조씨, 딸 콩쥐가 즐겁게 살고 있었다. 그런데 불행히도 부인이 병을 얻어 죽자 과부 배씨를 후처로 맞게 되었다.
그 뒤 배씨는 팥쥐라는 딸을 낳게 되었는데 배씨는 갖은 방법으로 마음씨 착한 콩쥐를 학대했다. 그러나 마음씨 좋은 콩쥐는 뒤에 선녀의 도움으로 감사의 후실이 되었는데, 이를 질투한 배씨와 팥쥐는 흉계를 꾸며 콩쥐를 연못에 밀어넣어 죽게 했다.
그리고 팥쥐가 대신 콩쥐 행세를 하게 되었는데 한동안 이 사실을 모르던 감사는 기어코 자기 아내가 콩쥐가 아님을 알게 되었고 그 음모도 밝혀지게 되었다. 감사가 연못에 빠진 콩쥐의 시체를 찾아 내자 콩쥐는 되살아났다.
감사는 궁궐에 가서 모든 사실을 임금님께 알렸다. 임금님은 신하들에게 어명을 내려 계모와 팥쥐는 사약을 받았다는 내용의 이야기가 지금도 전북 완주군 이서면 은교리에 전해지고 있다.
하지만 콩쥐팥쥐전의 원전에서는 팥쥐에게 사약을 내리는 것이 아니라 팥쥐를 해형에 처하게 해 팥쥐를 죽여 젓갈로 만들고 그 젓갈을 팥쥐 엄마에게 팥쥐라는 사실을 알리지 않고 먹였다. 그 젓갈을 먹은 팥쥐의 엄마는 미쳐서 죽게 된다.꽤 소름돋는 이야기였던...

## 같이 보기
- 신데렐라
- 유양잡조
- 민담
- 설화
- 전설